# 44 Magnum
Pour l’article homonyme, voir .44 Magnum.
44 Magnum, écrit officiellement 44MAGNUM et prononcé forty-four magnum, en référence à la cartouche .44 Magnum, est un groupe de heavy metal japonais. Il est formé en 1977, séparé en 1989, et reformé en 2002.

## Biographie
Le groupe est formé en 1977 en tant que quatuor, mais tous les membres à part le chanteur Paul sont remplacés en 1979. Après un autre changement de batteur en 1982, le groupe commence à sortir des disques en 1983, remarqué entre autres par le look décoloré de son chanteur. Le groupe change de label pour Victor Entertainment en 1987, changeant à cette occasion de look et de style musical. Il change à nouveau de label en 1989, sortant un dernier disque cette année-là avant de se séparer.
Comme de nombreux autres groupes de metal similaires, 44 Magnum se reforme en 2002. En 2009, le bassiste du groupe le quitte, désormais remplacé par des bassistes d'appoint. En 2012, Paul annonce qu'il ne chantera plus en concert pour se consacrer à son traitement contre la maladie de Parkinson duquel il a été diagnostiqué en 2005. Il est remplacé à ces occasions au chant par son propre fils, Stevie, qui adopte la chevelure décolorée spécifique au chanteur du groupe ; celui-ci avait déjà chanté sur quelques titres de l'album homonyme du groupe sorti en 2009.

## Membres

### Membres actuels
- Tatsuya « Paul » Umehara – chant (1979–1989, depuis 2002)
- Satoshi « Jimmy » Hirose – guitare (1979–1989, depuis 2002)
- Satoshi « Joe » Miyawaki – batterie (1982–1989, depuis 2002)
- Stevie (Umehara) – chant (depuis 2009), chant en concert (depuis 2012)
- Hironori « Ban » Yoshikawa – basse (1979–1989, 2002–2009, depuis 2013)

### Anciens membres
- Teruki Iga – batterie (1979–1982)
- Akira Nagamori – guitare (avant 1979)
- Taka Tanaka – basse (avant 1979)
- Hirofumi Miyamoto – batterie (avant 1979)
- Shuse – basse (2009)
- Anarchy Bad Ray – basse (2010)